# John Peale Bishop
John Peale Bishop (ur. 21 maja 1892 w mieście Charles Town w stanie West Virginia, zm. 4 kwietnia 1944 w Hyannis w stanie Massachusetts) – poeta amerykański. Zaliczany jest do tak zwanego „straconego pokolenia” („lost generation”).

## Życiorys
W latach 1913–1917 studiował na Princeton University. Tam zawarł znajomości z Edmundem Wilsonem i Francisem Scottem Fitzgeraldem. Brał czynny udział w pierwszej wojnie światowej. W latach 1920–1922 był redaktorem magazynu Vanity Fair w Nowym Jorku. W 1922 roku ożenił się z Margaret Hutchins. Przez kilka lat przebywał w Paryżu, gdzie obracał się w towarzystwie wybitnych amerykańskich literatów, Ezry Pounda, Ernesta Hemingwaya, E.E. Cummingsa i Archibalda MacLeisha.

## Twórczość
W ciągu dwudziestu czterech lat John Peale Bishop wydał cztery tomiki poetyckie, zbiór opowiadań, powieść i wiele tekstów krytycznych. Poeta napisał między innymi elegię na śmierć Francisa Scotta Fitzgeralda, zatytułowaną The Hours (Godziny). Wiersz ten uchodzi za jego najlepszy utwór.
W 1948 roku, cztery lata po śmierci Johna Peale'a Bishopa, Allen Tate wydał jego Wiersze zebrane (Collected Poems), a Edmund Wilson Eseje zebrane (Collected Essays).